# Gohand
Gohand é uma cidade e uma nagar panchayat no distrito de Hamirpur, no estado indiano de Uttar Pradesh.

## Geografia
Gohand está localizada a 25° 42′ N, 79° 33′ L. Tem uma altitude média de 146 metros (479 pés).

## Demografia
Segundo o censo de 2001, Gohand tinha uma população de 7069 habitantes. Os indivíduos do sexo masculino constituem 54% da população e os do sexo feminino 46%. Gohand tem uma taxa de literacia de 55%, inferior à média nacional de 59.5%: a literacia no sexo masculino é de 71% e no sexo feminino é de 36%. Em Gohand, 14% da população está abaixo dos 6 anos de idade.